# Hugo Strunge
Hugo Ahrendorff Strunge (født 14. juni 1933 i Viborg, død 6. august 2019 s.st.) var en dansk fodboldspiller, der spillede det meste af sin karriere for Viborg FF.

## Karriere
Strunge begyndte som barn at spille fodbold for den lokale klub Viborg FF. Som 21-årig debuterede han i 1954 for klubbens førstehold, hvor han spillede som højre back. I slutningen af 1950'erne fik holdet en del succes i de lavere rækker, og i 1960 var Hugo Strunge med til at rykke op i 3. division. To år efter rykkede holdet op i landets næstbedste række, den daværende 2. division. Strunge forlod Viborg FF i 1963, og spillede i alt 112 kampe for klubben.